# Alfa Romeo Tipo 158 Alfetta
Der Alfa Romeo 158 war ein Grand-Prix-Rennwagen, den Alfa Romeo von 1938 bis 1950 herstellte. Der auch als Alfetta (italienisch: Kleiner Alfa, Alfachen) bekannte Wagen ist zusammen mit seiner Weiterentwicklung, dem Tipo 159, einer der erfolgreichsten Rennwagen, die jemals produziert wurden. Beide Typen erzielten zusammen 47 Siege in 54 Rennen.

## Geschichte
Der Tipo 158 gilt als der am längsten eingesetzte Monoposto (Einsitzer) in der Geschichte des modernen Motorrennsports. Von 1938 bis 1950 war er 13 Jahre lang in verschiedenen Versionen, aber unter Beibehaltung des ursprünglichen Konstruktionsprinzip weltweit im Einsatz und zählt zu den Wagen, die die meisten Erfolge im internationalen Automobil-Grand-Prix-Sport erzielten. Der Tipo 158 wurde im Frühjahr 1937 in der Werkstatt der Scuderia Ferrari entworfen, die zu dieser Zeit die von Gioachino Colombo geleitete Versuchs- und Rennabteilung von Alfa Romeo war. Colombo arbeitete dabei, insbesondere in Bezug auf das Fahrwerk und das Getriebe, intensiv mit dem Ingenieur Alberto Massimino zusammen.
Die Abkürzung 158 bezieht sich, wie damals weit verbreitet, auf den Hubraum von 1500 cm³ und acht Zylinder.

## Technik
Schon bei ersten Tests auf dem Prüfstand zeigte der Tipo 158 gute Resultate in Bezug auf Leistung und Zuverlässigkeit: Es wurden 180 PS bei 6500/min gemessen. Bis zu seinem ersten Auftritt auf der Strecke wurden sogar 195 PS bei 7000/min erreicht.
Das Auto war von Anfang an auf die die seit 1938 geltende Formel des sogenannten „Voiturette-Racing“ (französisch: „Wägelchen“) ausgelegt. Diese Formel gestattete einen maximalen Hubraum von 1,5 Litern und Kompressor, gegenüber dem Reglement von 3,0 Litern mit Kompressor (und 4,5 Liter ohne) der Grand-Prix-Autos. Der Motor wurde mit einem einstufigen Roots-Kompressor aufgeladen. Die Motoren hatten 2 Ventile pro Zylinder mit DOHC-Steuerung (zwei obenliegende Nockenwellen).
Die Vorderradaufhängung war als Kurbellenkerachse mit Querblattfeder sowie Reibungs- und hydraulischen Stoßdämpfern ausgelegt. Hinten hatte der Tipo 158 eine Pendelachse mit halbelliptischer Querblattfeder und ebenfalls reibungs- und hydraulischen Stoßdämpfern. Alle Räder waren mit hydraulischen Trommelbremsen ausgestattet.
Im Jahr 1949 wurde das Auto an die Statuten der neuen Formel A, später Formel 1 angepasst, die Autos mit 1,5-Liter-Kompressor- den 4,5-Liter-Saugmotoren gleichsetzte.

## Rennhistorie
1938: Seinen ersten offiziellen Renneinsatz hatte der Tipo 158 am 7. August 1938, bei der Coppa Ciano (auch bekannt als Coppa Montenero oder Circuito Montenero). Das Rennen auf dem 5,8 km langen Stadtkurs Circuito di Montenero in Livorno ging über 25 Runden (145 km). Emilio Villoresi, als Erster und Clemente Biondetti als Zweiter, konnten einen Premieren-Doppelsieg feiern.
1939: Die nächste Entwicklungsstufe (der Tipo 158 B, mit einer Leistung von 225 PS (165 kW) bei 7.500/min) gewann den Coppa Ciano am 30. Juli 1939 und auch die XV. Coppa Acerbo von Pescara am 13. August 1939, mit Clemente Biondetti am Steuer. Die damalige politische Situation (kurz vor Beginn des Zweiten Weltkrieges) verhindern aber weitere Erfolge.
1946: Nach dem Kriegsende wurde der Rennsport in Europa wieder aufgenommen, und der „Alfetta“ (Modell 158/46 mit 254 PS (187 kW) bei 7.500/min und einem Gewicht von 630 kg), der im Vergleich zum Vorkriegsmodell deutlich verbessert wurde, gewann mit Nino Farina den „I. Grand Prix des Nations“ in Genf am 21. Juli. Mit Carlo Felice Trossi auf dem 2. Platz und Jean-Pierre Wimille als Drittem, gelang eine überzeugende Leistung. Mit Achille Varzi am Steuer gewann der 158 auch den III. Gran Premio del Valentino, der am 1. September in Turin stattfand, Zweiter wurde Jean-Pierre Wimille, ebenfalls auf Alfetta. Mit Trossi am Steuer gewinnt der Tipo 158 den III. Circuito di Milano am 30. September. Die Plätze zwei und drei belegen seine Markenkollegen Achille Varzi und Consalvo Sanesi ebenfalls auf dem Tipo Alfetta.
1947: Dank der Einführung des zweistufigen Roots-Kompressors konnte die Leistung im Jahr 1947 beim Modell 158/46B (weiterhin bei der Nenndrehzahl von 7500/min) auf 275 PS (202 kW) gesteigert werden. In diesem Jahr gewann der Tipo 158 folgende Rennen: den VIII. Grand Prix de Suisse am 8. Juni in Bremgarten mit Jean-Pierre Wimille (2. Achille Varzi und 3. Carlo Felice Trossi, ebenfalls auf Alfetta); den VII. Grand Prix de Belgique am 29. Juni auf der Rennstrecke Spa-Francorchamps, wieder mit Jean-Pierre Wimille (2. Achille Varzi und 3. Carlo Felice Trossi, ebenfalls auf Alfetta); den 1. Gran Premio di Bari am 13. Juli mit Achille Varzi (2. Consalvo Sanesi mit einem zweiten 158); und den XVII. Grand Prix von Italien am 7. September in Mailand. Der Sieg geht an Carlo Felice Trossi, gefolgt von 3 weiteren Tipo 158: auf dem 2. Platz Achille Varzi, 3. Consalvo Sanesi und auf dem 4. Platz Alessandro Gaboardi.
1948: beim Tipo 158/47 gelang es die Leistung weiter auf 315 PS (232 kW) bei 7500/min anzuheben. In diesem Jahr gewinnt der Wagen den VIII. Grand Prix de Suisse am 4. Juli in Bremgarten, mit Carlo Felice Trossi vor Jean-Pierre Wimille, ebenfalls auf Alfetta. Im Training war Achille Varzi, der Teamkollege der beiden, tödlich verunglückt. Weitere Siege brachten der XXXV. Grand Prix de l’Automobile Club de France am 18. Juli in Reims-Gueux mit Jean-Pierre Wimille vor Consalvo Sanesi und Alberto Ascari, alle auf dem Tipo 158; der XVIII. Grand Prix von Italien, der am 5. September im Valentino Park stattfand und bei dem Jean-Pierre Wimille erneut gewann; und der Gran Premio di Monza, der am 17. Oktober stattfand (Wimille vor Trossi, Sanesi und Taruffi, alle Alfa Romeo). Mit diesen Resultaten wurde Jean-Pierre Wimille der erfolgreichste Fahrer, und der Tipo 158 zum dominierenden Wagen der Saison.
1949: für Alfa Romeo begann das Jahr unter denkbar schlechten Vorzeichen: Innerhalb kurzer Zeit verliert das Team zwei seiner wichtigsten Werkspiloten: am 28. Januar verunglückt Jean-Pierre Wimille tödlich während eines kleineren Rennens in Argentinien, auf dem er privat antrat und am 5. Mai stirbt Carlo Felice Trossi im Alter von 41 Jahren an Krebs. In wenigen Monaten sind die beiden Fahrer des Alfa-Rennteams, das die letzten drei Rennsaisons dominiert hat, praktisch verschwunden. Es wurde daher beschlossen, an keinem Grand Prix teilzunehmen.
1950: In der ersten Saison der neu ausgeschriebenen Formel-1-Weltmeisterschaft trat der Tipo 158 mit einer neuen Fahrer-Besetzung an: neben dem, von Ferrari zurückgekehrten Nino Farina, und dem nicht mehr ganz jungen Luigi Fagioli (geboren 1898) wurde ein argentinischer Fahrer verpflichtet, der bis zur Saison 1949 in Europa noch relativ unbekannt war: Juan Manuel Fangio. Mit 350 PS (275 kW) bei 8.600/min und einem Gewicht von nur 700 kg, war ein Leistungsgewicht von 2 kg/PS erreicht worden. Damit hatte der Alfa Romeo 158 keine ernstzunehmenden Gegner und gewann 6 der 7 Grands Prix dieser ersten Weltmeisterschaftssaison. Zu berücksichtigen ist, dass unter den 7 ausgeschriebenen Grands Prix auch das Indianapolis 500 ausgeschrieben war, an dem aber weder europäische Teams noch Fahrer teilnahmen. Beim letzten Rennen der Saison, dem XXI. Grand Prix von Italien, das am 3. September im Autodromo Nazionale di Monza stattfand, hatte das Nachfolgemodell Alfa Romeo Tipo 159 seinen ersten Auftritt. Mit Nino Farina am Steuer konnte er nahtlos an die vorangegangene Erfolgsserie anknüpfen und ermöglichte Farina durch einen Sieg den 1. Titel eines Formel-1-Weltmeisters. Fangio und Fagioli belegten die Plätze zwei und drei.
Saisonübersicht: Der Alfa Romeo 158 war 1950 zwar in seiner 13. Saison, aber gleichzeitig auf dem Gipfel seiner Leistungsfähigkeit:
- Die ersten drei Plätze beim Großen Preis von Großbritannien am 13. Mai 1950: Nino Farina vor Luigi Fagioli und Reg Parnell.
- 1. Platz beim Grand Prix von Monaco am 21. Mai 1950 mit Juan Manuel Fangio.
- Die ersten beiden Plätze beim Großen Preis der Schweiz am 4. Juni 1950: Farina vor Fagioli.
- Doppelsieg beim Großen Preis von Belgien am 18. Juni 1950 mit Fangio vor Fagioli
- Erneuter Doppelsieg beim Großen Preis von Frankreich am 2. Juli 1950: Fangio wieder vor Fagioli.
- 3. Platz mit Fagioli beim letzten Auftritt beim Großen Preis von Italien am 3. September (Der Sieg ging an den Tipo 159 mit Farina).
- 5 schnellste Runden in 5 Grands Prix und 5 Pole-Positionen.
- Die Hauptqualitäten dieses Autos, − so wird von allen großen Fahrern berichtet, die es fahren konnten – waren Leistung, Geschwindigkeit, Zuverlässigkeit und sein extrem gutes Handling.[5]

## Der Tipo 158 im Museum
Ein, von Nino Farina gefahrener, Alfa Romeo Tipo 158 (Version 1938) ausgestellt im Enzo-Ferrari-Museum in Modena

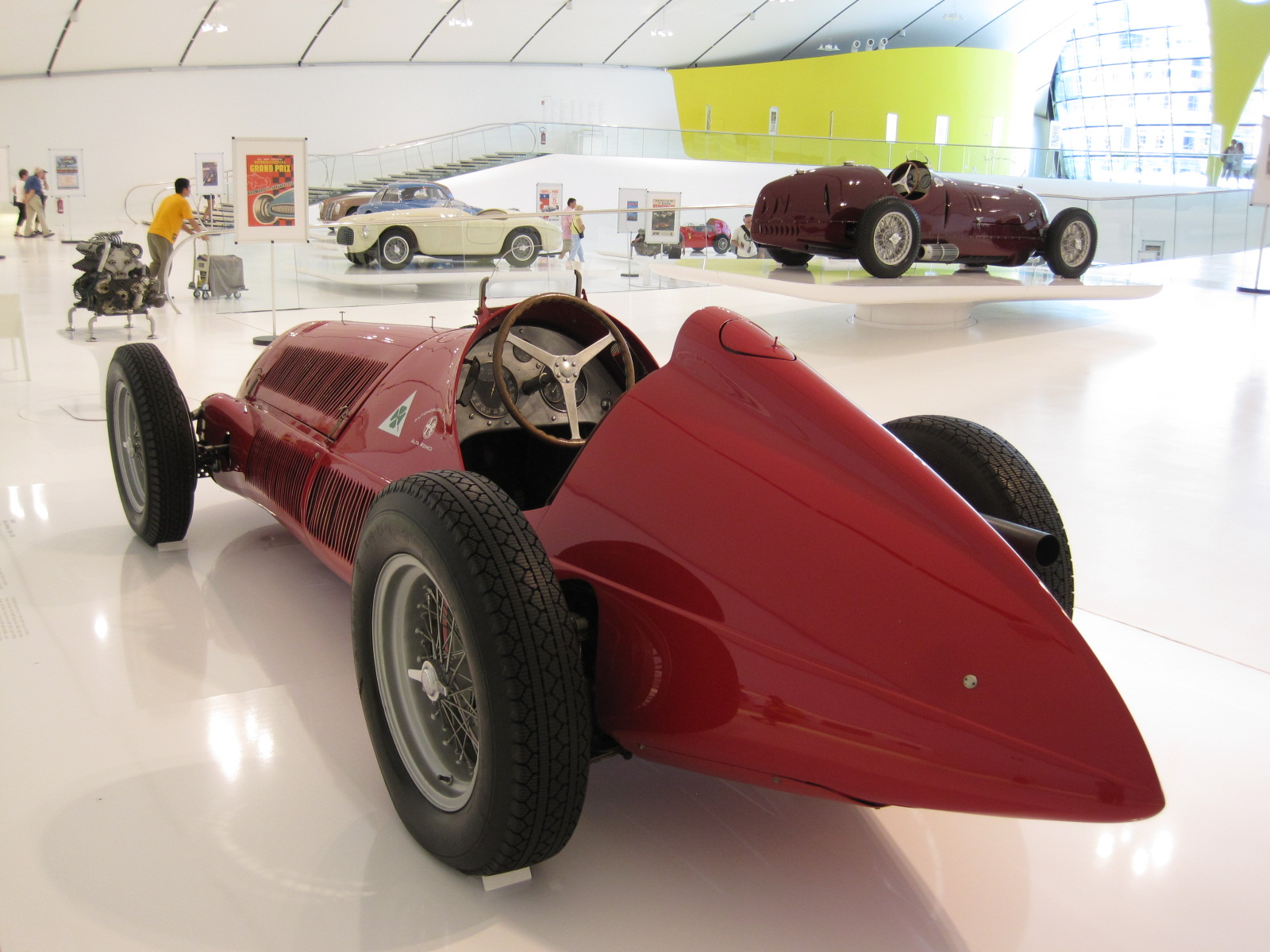
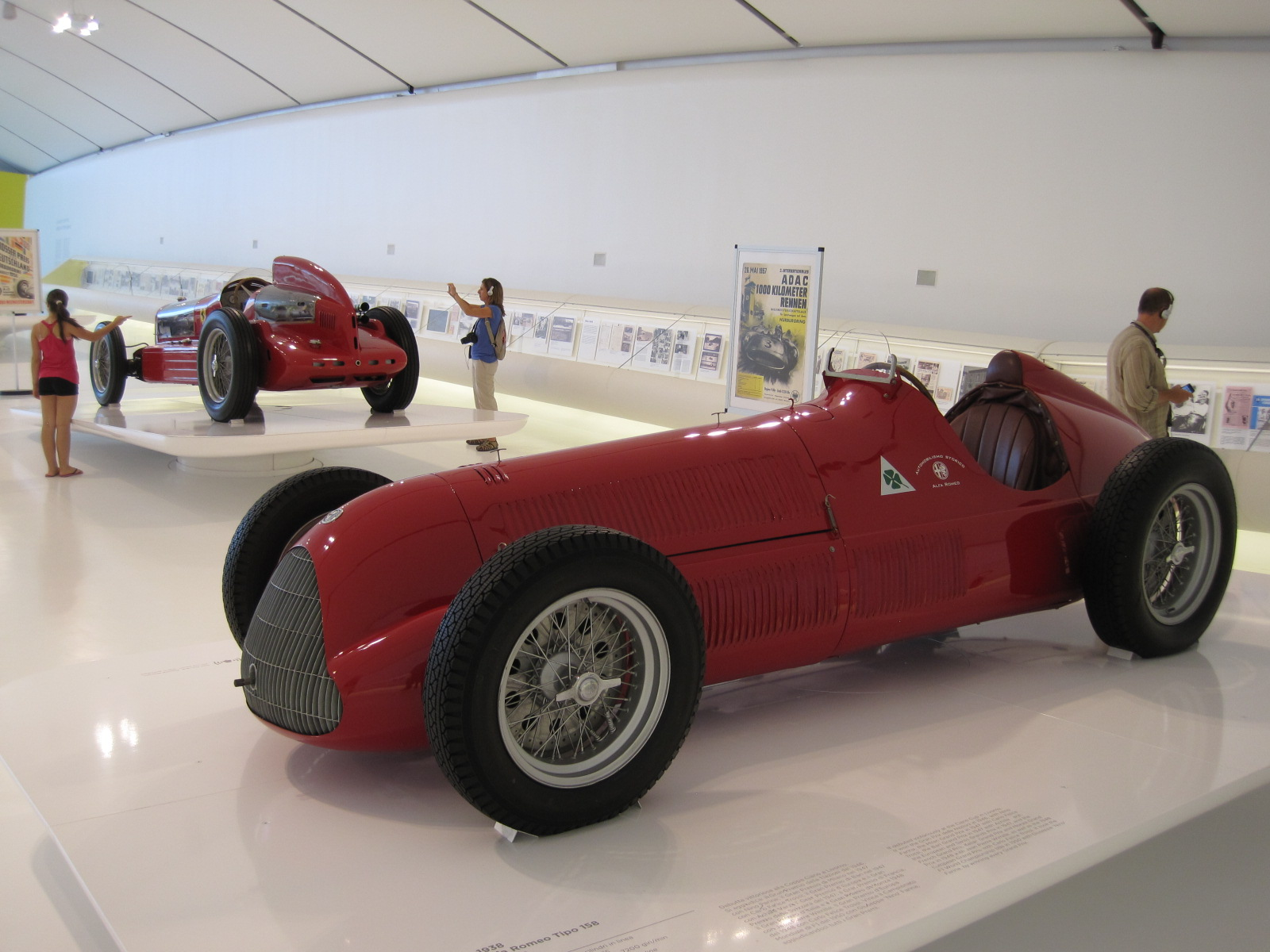
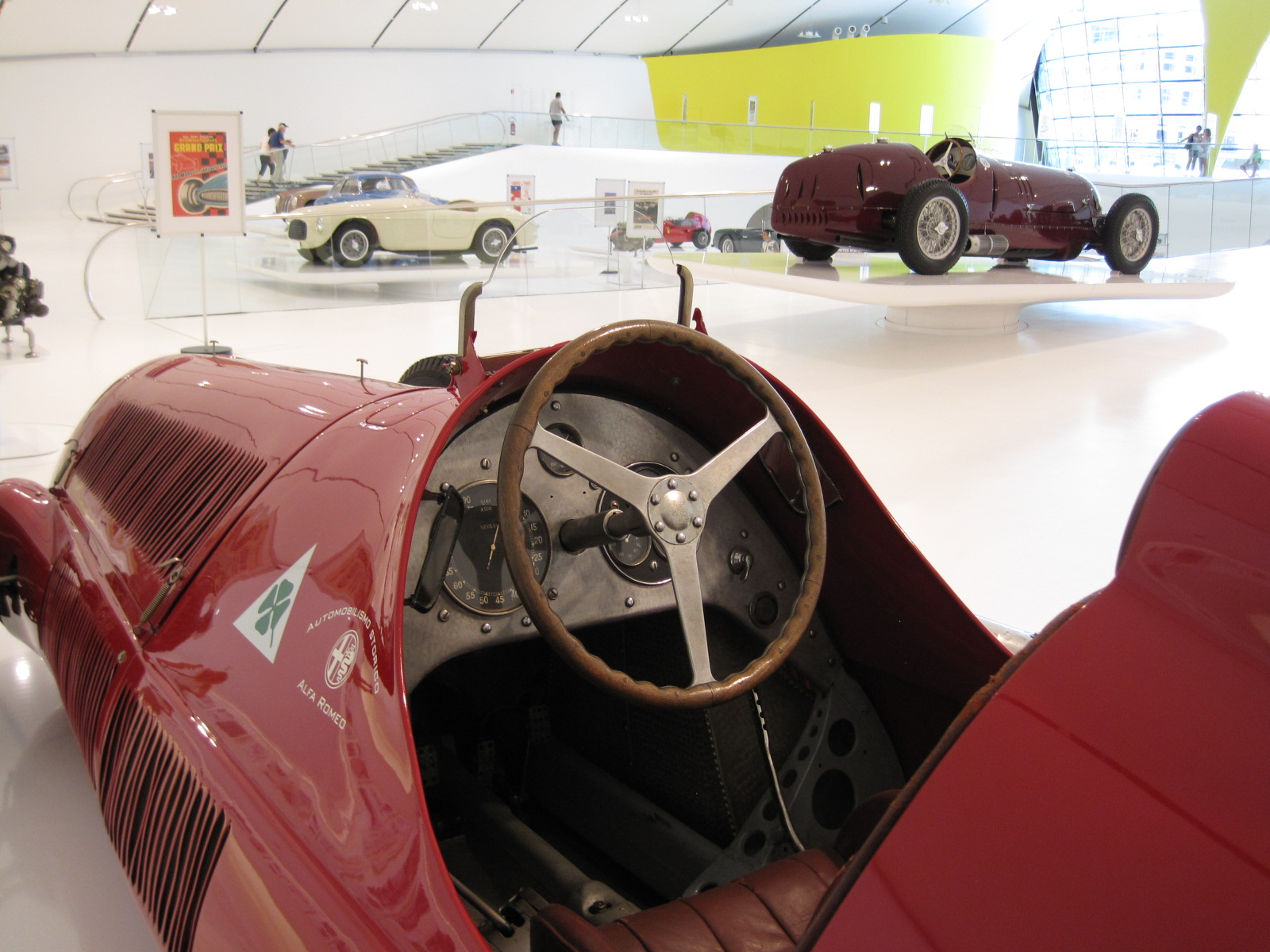

## Siege des Tipo 158
| Jahr | Datum         | Rennen                          | Ort / Strecke           | Serie                       | Fahrer              |
| ---- | ------------- | ------------------------------- | ----------------------- | --------------------------- | ------------------- |
| 1938 | 7. August     | Coppa Ciano                     | Circuito di Montenero   | Voiturette                  | Emilio Villoresi    |
| 1938 | 11. September | Großer Preis von Mailand        | Monza                   | Voiturette                  | Emilio Villoresi    |
| 1939 | 30. Juli      | Coppa Ciano                     | Circuito di Montenero   | Voiturette                  | Giuseppe Farina     |
| 1939 | 13. August    | Coppa Acerbo                    | Pescara                 | Voiturette                  | Clemente Biondetti  |
| 1939 | 20. August    | Großer Preis der Schweiz        | Bremgarten              | Voiturette                  | Giuseppe Farina     |
| 1940 | 12. Mai       | Großer Preis von Tripolis       | Autodromo della Mellaha | Voiturette                  | Giuseppe Farina     |
| 1946 | 21. Juli      | Grand Prix des Nations          | Circuit des Nations     | –                           | Giuseppe Farina     |
| 1946 | 1. September  | Gran Premio del Valentino       | Parco del Valentio      | –                           | Achille Varzi       |
| 1946 | 30. September | Großer Preis von Mailand        | Parco Sempione          | –                           | Carlo Felice Trossi |
| 1947 | 8. Juni       | Großer Preis der Schweiz        | Bremgarten              | Grande Épreuve              | Jean-Pierre Wimille |
| 1947 | 29. Juni      | Großer Preis von Belgien        | Spa-Francorchamps       | Grande Épreuve              | Jean-Pierre Wimille |
| 1947 | 13. Juli      | Großer Preis von Bari           | Circuito del Lungomare  | –                           | Achille Varzi       |
| 1947 | 7. September  | Großer Preis von Italien        | Parco Sempione          | Grande Épreuve              | Carlo Felice Trossi |
| 1948 | 4. Juli       | Großer Preis der Schweiz        | Bremgarten              | Grande Épreuve              | Carlo Felice Trossi |
| 1948 | 18. Juli      | Großer Preis von Frankreich     | Reims                   | Grande Épreuve              | Jean-Pierre Wimille |
| 1948 | 5. September  | Großer Preis von Italien        | Parco del Valentio      | Grande Épreuve              | Jean-Pierre Wimille |
| 1948 | 17. Oktober   | Großer Preis von Monza          | Monza                   | –                           | Jean-Pierre Wimille |
| 1950 | 16. April     | Großer Preis von San Remo       | Circuito di Ospedaletti | –                           | Juan Manuel Fangio  |
| 1950 | 13. Mai       | Großer Preis von Großbritannien | Silverstone             | Automobil-Weltmeisterschaft | Giuseppe Farina     |
| 1950 | 21. Mai       | Großer Preis von Monaco         | Circuit de Monaco       | Automobil-Weltmeisterschaft | Juan Manuel Fangio  |
| 1950 | 4. Juni       | Großer Preis der Schweiz        | Bremgarten              | Automobil-Weltmeisterschaft | Giuseppe Farina     |
| 1950 | 18. Juni      | Großer Preis von Belgien        | Spa-Francorchamps       | Automobil-Weltmeisterschaft | Juan Manuel Fangio  |
| 1950 | 2. Juli       | Großer Preis von Frankreich     | Reims                   | Automobil-Weltmeisterschaft | Juan Manuel Fangio  |
| 1950 | 9. Juli       | Großer Preis von Bari           | Circuito del Lungomare  | –                           | Giuseppe Farina     |
| 1950 | 30. Juli      | Grand Prix des Nations          | Circuit des Nations     | –                           | Juan Manuel Fangio  |
| 1950 | 15. August    | Coppa Acerbo                    | Pescara                 | –                           | Juan Manuel Fangio  |
| 1950 | 26. August    | BRDC International Trophy       | Silverstone             | –                           | Giuseppe Farina     |
| 1950 | 3. September  | Großer Preis von Italien        | Monza                   | Automobil-Weltmeisterschaft | Giuseppe Farina     |

## Technische Daten
|                         | Alfa Romeo Tipo 158                                                                 |
| ----------------------- | ----------------------------------------------------------------------------------- |
| Motor                   | 8-Zylinder-Reihenmotor (Motorblock und Zylinderköpfe aus Leichtmetall)              |
| Hubraum                 | 1479 cm³                                                                            |
| Bohrung × Hub           | 58,0 mm × 70,0 mm                                                                   |
| Verdichtungsverhältnis  | 6,5 : 1                                                                             |
| Leistung bei 1/min      | 350 PS (261 kW) bei 8500                                                            |
| Spezifische Leistung    | 237 PS/l (174 kW/l)                                                                 |
| Ventilsteuerung         | zwei obenliegende Nockenwellen / 2 Ventile pro Zylinder                             |
| Gemischaufbereitung     | Vergaser                                                                            |
| Motoraufladung          | Roots-Kompressor                                                                    |
| Kühlung                 | Wasser                                                                              |
| Getriebe                | 4-Gang-Getriebe (Hinterradantrieb)                                                  |
| Bremsen                 | Trommelbremsen an allen Rädern                                                      |
| Radaufhängung vorn      | Kurbellenkerachse mit Querblattfeder, Reibungsdämpfer, hydraulische Stoßdämpfer     |
| Radaufhängung hinten    | Pendelachse, halbelliptische Querblattfeder, Reibungs- und hydraulische Stoßdämpfer |
| Karosserie und Rahmen   | Aluminiumkarosserie, Stahlrohrrahmen                                                |
| Radstand                | 2502 mm                                                                             |
| Spurweite vorn / hinten | 1270 mm / 1321 mm                                                                   |
| Maße L × B × H          | 4200 mm × 1550 mm × 1120 mm                                                         |
| Leergewicht ohne Fahrer | 630 kg (1946) / 700 kg (1950)                                                       |
| Höchstgeschwindigkeit   | 290 km/h                                                                            |
| Leistungsgewicht        | 0,555 PS/kg (409 W/kg)                                                              |